# Leiosphaeridia
Leiosphaeridia é um gênero de algas extintas. O gênero  de espécies indefinidas foram localizadas no afloramento Morro do Papaléo na cidade de Mariana Pimentel. O afloramento  data do Sakmariano, no Permiano.